# Жінка з парасолькою
«Жінка з парасолькою (Мадам Моне з сином)» — картина французького художника Клода Моне, створена у 1875 році. Відома також під назвою «Прогулянка» (La Promenade). Експонується у Національній галереї мистецтва (Вашингтон).

## Історія
«Жінка з парасолькою» була написана на пленері, ймовірно за один сеанс в кілька годин. Картина була однією з 18 творів Моне, що були представлені на другій виставці імпресіоністів у квітні 1876 року в галереї Поля Дюран-Рюеля.
Моне продав картину лікарю Жоржу де Белліо в листопаді 1876 року. Після смерті де Белліо її успадкували його дочка Вікторина Доноп де Монші та зять Ернест Доноп де Монші. Потім картина була придбана Жоржем Меньє, а в 1965 році — Полом Меллоном, який подарував її Національній галереї мистецтва (Вашингтон), де вона й експонується зараз.

## Опис
На картині зображено першу дружину Клода Моне Каміллу Донсьє з їхнім старшим сином Жаном під час прогулянки вітряним літнім днем поблизу Аржантея, де з 1871 по 1878 рр. мешкала родина художника.
Камілла стоїть на пагорбку на тлі блакитного неба з білими хмарками. Семирічний Жан стоїть дещо віддалік, тому увага глядача сконцентрована на жінці, яка тримає в руках парасольку від сонця. Погода спекотна, все навкруги залите сонячним промінням.
Композиція доволі статична, але динаміки картині надає вітер, що розвиває вуаль і сукню жінки, колише трави, гонить по небу хмари. Легкий нахил голови дами створює враження, що вона несподівано обернулася у бік глядача, щось привернуло її увагу. Погляд жінки ніби здивований.
За роботою художника спостерігає його син, який здається поглиненим самим процесом написання картини.
Через чотири роки Камілла помре від туберкульозу, але на полотні чоловік увічнив її молодою та щасливою.

## «Жінка з парасолькою» (1886)
Через 11 років Моне повернеться до цієї ж теми, створивши у 1886 році в Живерні картини «Жінка з парасолькою дивиться вправо» та «Жінка з парасолькою дивиться вліво». Цього разу моделлю стала пасербиця Моне, дочка Аліси Ошеде — Сюзанна, яка у 1892 році стане дружиною американського художника Теодора Ерл Батлера. Обидві роботи експонуються в музеї д'Орсе.

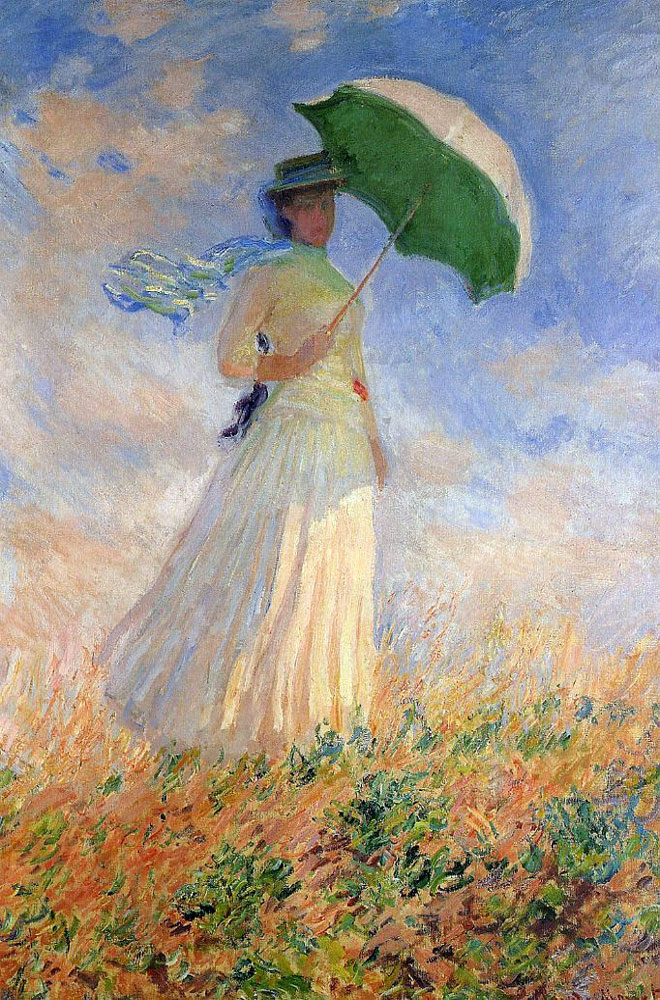
Клод Моне. Жінка з парасолькою дивиться вправо (1886)
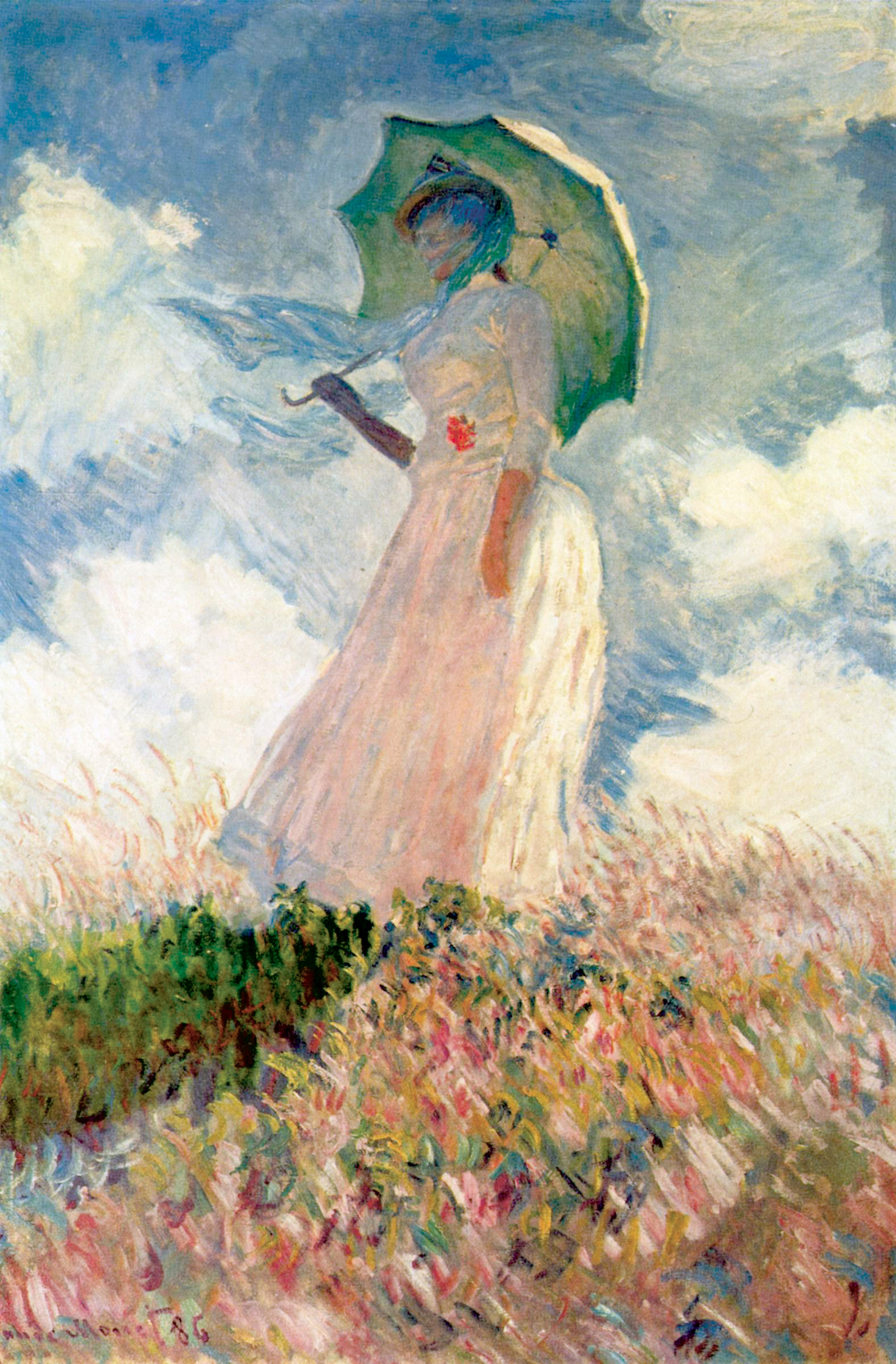
Клод Моне. Жінка з парасолькою дивиться вліво (1886)
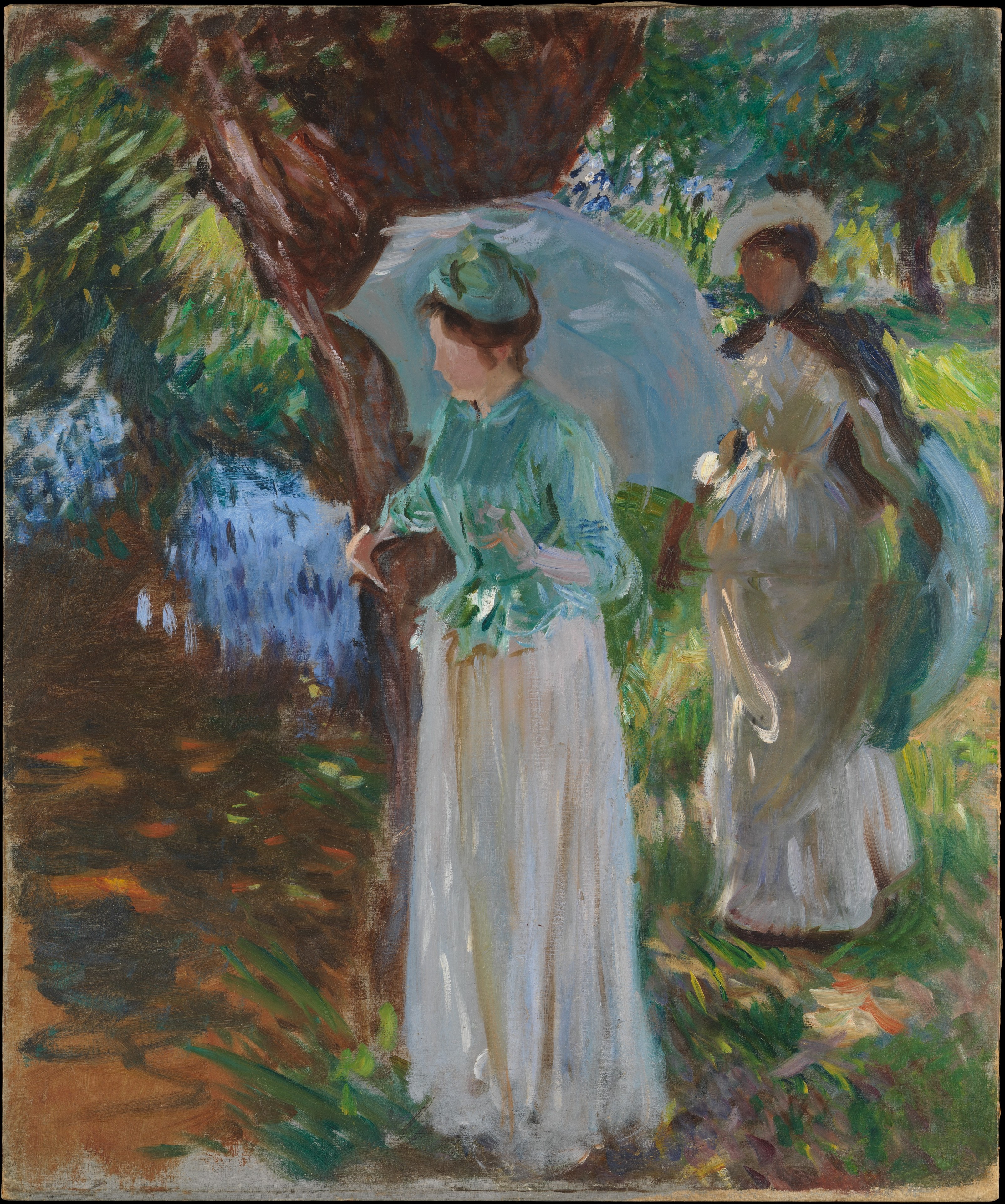
Джон Сінгер Сарджент. Дві дівчини з парасольками у Фредбері (1889)

## Вплив
У 1889 році Джон Сінгер Сарджент, який бачив полотно Моне на виставці 1876 року, написав картину схожої тематики — «Дві дівчини з парасольками у Фредбері».